# El Carril, Mexiko
El Carril är en ort i Mexiko.   Den ligger i kommunen Tlaquilpa och delstaten Veracruz, i den sydöstra delen av landet, 230 km öster om huvudstaden Mexico City. El Carril ligger 2 326 meter över havet och antalet invånare är 155.
Terrängen runt El Carril är lite bergig, och sluttar österut. Runt El Carril är det ganska tätbefolkat, med 93 invånare per kvadratkilometer. Närmaste större samhälle är Zongolica, 15,4 km nordost om El Carril. Omgivningarna runt El Carril är en mosaik av jordbruksmark och naturlig växtlighet.